# Dorothy Christy
Dorothy Christy (* 26. Mai 1906 in Reading, Pennsylvania als Dorothea Jean Seltzer; † 21. Mai 1977 in Santa Monica, Kalifornien) war eine US-amerikanische Schauspielerin, die vor allem als Betty Laurel in dem Laurel-und-Hardy-Film Die Wüstensöhne und als Königin Tika im Filmserial The Phantom Empire bekannt wurde.

## Leben
Dorothy Christy wurde als Dorothea Jean Seltzer geboren. Ihr Geburtsjahr ist umstritten; neben der häufigsten Angabe 1906 findet sich auch die Angabe, sie sei bereits am 26. Mai 1900 geboren. Von 1926 bis zur Scheidung 1936 war sie mit dem Liedtexter Harold Christy verheiratet. Später war sie bis zu dessen Tod in zweiter Ehe mit Rolland B. Rucker verheiratet, mit dem sie auch ihr einziges Kind bekam, den Sohn Creed Rucker (* April 1940; † 15. Juli 2024).
Dorothy Christy starb im Mai 1977 eines natürlichen Todes im kalifornischen Santa Monica. Sie wurde auf dem Chapel of the Pines Crematory beerdigt.

## Karriere
In den Jahren 1928 und 1929 spielte Christy am Broadway in den Produktionen The New Moon und Follow Thru. Etwa 1929 stieg Christy auch ins Filmgeschäft ein und wirkte am Laurel-und-Hardy-Film  Das ist meine Frau (That’s my Wife) mit, dabei hatte sie eine Komparsenrolle als Nachtclubgast. Vier Jahre später kam es zu einer weiteren Zusammenarbeit mit dem Komikerduo, dieses Mal in einer größeren Nebenrolle in Die Wüstensöhne. Bei den Dreharbeiten für die Wüstensöhne ersetzte Christy die Schauspielerin Patsy Kelly, die wegen eines anderen Filmes verhindert war, in der Rolle der überlegen wirkenden und doch nicht unliebenswürdigen „Betty Laurel“, deren Kontrahentin „Lottie Hardy“ von Mae Busch verkörpert wurde. Die Figur der Betty war eher untypisch für Laurel und Hardy, wo Frauenfiguren meistens entweder zänkische Ehefrauen oder unverheiratete, liebreizende Fräuleins waren.
Ihre profilierteste Dekade als Schauspielerin waren die 1930er-Jahre. In dieser Zeit spielte die etwa 1,69 Meter große Christy neben bekannten Stars wie Will Rogers in So This is London, Maurice Chevalier in Playboy of Paris, Buster Keaton in Casanova wider Willen, William Powell in Lawyer Man und Shirley Temple in Bright Eyes, außerdem sowohl mit Gene Autry als auch mit den Marx Brothers. Oft spielte Christy eher unsympathische Figuren, beispielsweise die arrogante Upper-Class-Frau in Bright Eyes, die der von Kinderstar Shirley Temple gespielten Tochter eines Dienstmädchens das Leben erschwert. An der Seite von Gene Autry hatte Christy eine der wichtigsten Rollen ihrer Karriere, nämlich die der Königin Tika in der Serie Golddukaten des Gespenstes (The Phantom Empire) von 1935. Während sie sich bei größeren Filmproduktionen meist mit kleineren Rollen begnügen musste, die oft nicht einmal im Abspann genannt wurden, übernahm sie in einigen B-Movies auch Hauptrollen. In dem Kurzfilm Mister Mugg spielte sie 1933 die zweite Hauptrolle.
In den 1940er-Jahren nahm Größe und Bedeutung ihrer Rollen generell ab, zuletzt blieb sie fast immer im Abspann unerwähnt. Erst für ihre letzte Filmrolle als Witwe in Ein Herz aus Gold erhielt sie 1953 wieder einen Credit im Abspann. Insgesamt spielte sie in über 100 Filmen. Nachdem Christy sich 1953 aus dem Schauspielgeschäft zurückzogen hatte, arbeitete sie noch einige Jahre als Krankenschwester weiter.

## Filmografie (Auswahl)
- 1929: Das ist meine Frau (That's My Wife)
- 1930: Extravagance
- 1930: Playboy of Paris
- 1931: The Devil Plays
- 1931: King of the Wild
- 1931: Casanova wider Willen (Parlor, Bedroom and Bath)
- 1931: Grief Street
- 1931: Gold Dust Gertie
- 1932: Union Depot
- 1932: Forbidden Company
- 1932: Die Frau im U-Boot (Devil and the Deep)
- 1932: Slightly Married
- 1933: Mister Mugg (Kurzfilm)
- 1933: Eine Frau vergisst nicht (Only Yesterday)
- 1933: Die Wüstensöhne (Sons of the Desert)
- 1934: Der Schrecken der Rennbahn (Six-Day Bike Rider)
- 1934: Lachende Augen (Bright Eyes)
- 1934: Servant’s Entrance
- 1934: Tempel der Schönheit (Kiss and Make-Up)
- 1935: Golddukaten des Gespenstes (The Phantom Empire)
- 1935: The Daring Young Man
- 1937: Das Sklavenschiff (Slave Ship)
- 1937: Topper – Das blonde Gespenst (Topper)
- 1938: Submarine Patrol
- 1939: Musik fürs Leben (They Shall Have Music)
- 1942: The Affairs of Jimmy Valentine
- 1944: Cowboy and the Senorita
- 1945: Junior Miss
- 1945: Flame of Barbary Coast
- 1945: Weekend im Waldorf (Week-End at the Waldorf)
- 1946: Zwei Sprengstoffverkäufer (Little Giant)
- 1947: Ehebruch (The Unfaithful)
- 1947: Scared to Death
- 1947: Das Wunder von Manhattan (Miracle on 34th Street)
- 1948: Dr. Johnsons Heimkehr (Homecoming)
- 1948: Der Herr der Silberminen (Silver River)
- 1949: Ein Mann wie Sprengstoff (The Fountainhead)
- 1953: Ein Herz aus Gold (So Big)